# 有明パークビル
有明パークビル（ありあけパークビル）は、東京都江東区有明三丁目にある高層ビルである。

## 概要
都などが出資する第三セクターであった東京国際貿易センター（2003年社団法人東京国際見本市協会と統合。東京ビッグサイトとなる）が建設した複合ビルで、核施設となる「東京ベイ有明ワシントンホテル」と共に、1999年6月29日に開業した。
外観は首都高速湾岸線や新交通・ゆりかもめの視線にアピールするよう、緩やかにそして大きくカーブした形状に横方向のラインを強調したフォルム、鮮烈な白色タイルのベースと紫青色のラスタータイルのストライプによって、時間によって肌合いがデリケートに変化するよう造形した。
国際展示場駅から東京国際展示場（ビッグサイト）への人の流れを重視し、これに面してビルの主エントランスである透明なアトリウムを置き、ホテルの主エントランスについては、車がアプローチできるビッグサイト側に設けられている。
オフィス棟を一つの棟に完結させた一方で、ホテルと商業店舗を高層・低層に分けながら、一つの形態におさめた。この低層（1～3階）にデイリーヤマザキ、マクドナルド、ココスなどの商業店舗・ホテルロビーとレストラン、宴会場を配している。